# 神奈川條約
《神奈川條約》（日语：／ Kanagawa Jōyaku）為1854年3月31日（嘉永7年舊曆三月初三）江戶幕府與美國所締結的條約，日本通稱為《日美和親條約》（日语：／ Nichibei Washin Jōyaku）。簽約代表分別為日本方面全權代表林復齋（大学頭）和美國方面全權代表東印度艦隊司令馬休·佩里。條約中主要規定日本必須開放下田與箱館（今函館市）兩港口與美國通商，并向遇难船只的美国船员提供援助。

## 概要
從幕末的混亂期到明治開頭時期，《神奈川條約》是日本不可避免與列強所定立的條約中的一部。依此締結的條約，日本開啟了下田及箱館兩港口，日本鎖國體制就此崩解。
當時日本幕府只曾與南蠻貿易、從未跟英美正式交涉過，因此艦隊航途中從澳門找來衛三畏負責漢文書寫溝通，至上海則用荷蘭出身的波特曼（Anton L. C. Portman）當艦隊書記參謀口頭談判。於是美日交涉時採荷蘭語與日語相互轉譯，並以漢文、荷蘭文譯為日文確認，而形成荷蘭文、英文、漢文、日文條約書。
日本方面條約批准書原本在幕末江戶城火災中被燒毀；不過美國方面批准書原本仍在，保管於美国国家档案管理局。2004年（平成16年）日美交流150周年記念之際，美國將條約批准書精密複製品致贈日本。
條約日文原名所謂「日米」，「日」指日本、「米」指美國（美利堅合眾國）。條約締結時僅名，稱美國為；後正式全名。

## 事件經過
1853年7月14日（嘉永6年），美國佩里将军率舰队于浦贺（今神奈川县横须贺市）登陆日本，将时任總統菲爾莫爾的親筆信交給幕府要求開國通商。幕府方面在收到要求後表示希望能给予考虑时间到明年再回答。翌年2月13日（嘉永7年正月十六），美國舰队由江戶灣（東京灣）入港，再訪日本。幕府在武藏國久良岐郡横濱村字駒形（神奈川縣横濱市中區神奈川縣廳附近、現在位於横濱開港資料館所在地）設置招待所，协商了大約1個月之久，于1854年3月31日締結了神奈川條約，內文共计12條。
之後交渉場所移到伊豆國下田（現静岡縣下田市）了仙寺，同年5月25日釐定了神奈川條約細則，據此締結下田條約（內文全部有13條）。佩里艦隊在同年6月25日從下田回國。回國途中停留在那霸並與琉球國締結《琉美修好条约》。

## 條約部份内容
《神奈川條約》之内容如下所訂定：
- 美國船隻需要的物資補給（付款購買）是在開港後的下田、函館二地（通商口岸的設定）。
- 漂流民的救助、引渡
- 美國人的居留地設定在下田
- 片面的最惠國待遇

除此之外，下田條約也定立了如下的細則條款：
- 美國人活動的可能範圍是以下田為中心7里內、及與以函館為中心5里內之範圍為限，禁止進入武家、町家之範圍。
- 對於美國人暫時的休息所設置在了仙寺、玉泉寺，美國人的墳墓設置在玉泉寺內。
- 美國人禁止從事獵取鳥獸等狩獵活動。

## 相關圖片

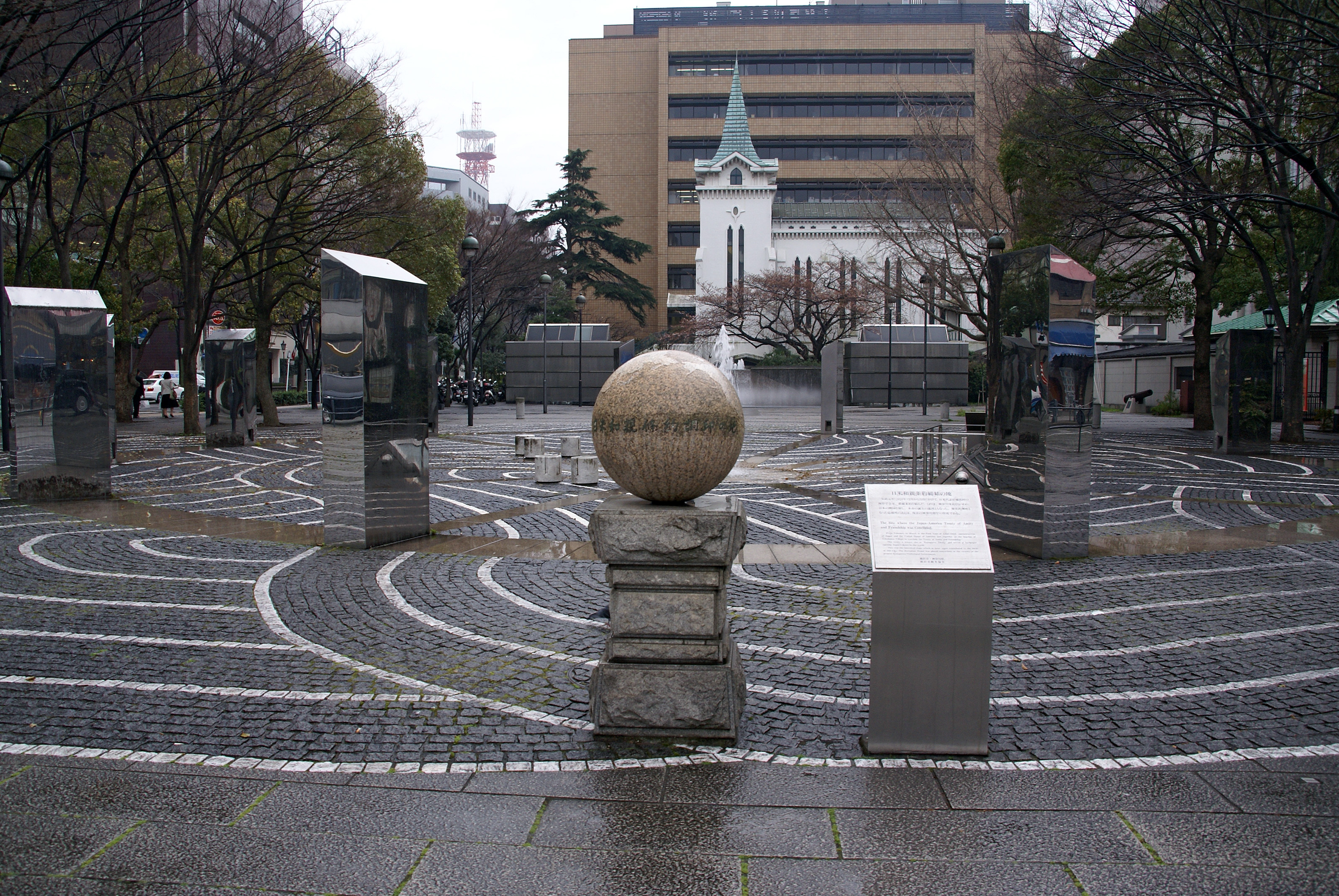
日美神奈川條約定約地（横濱市關內）
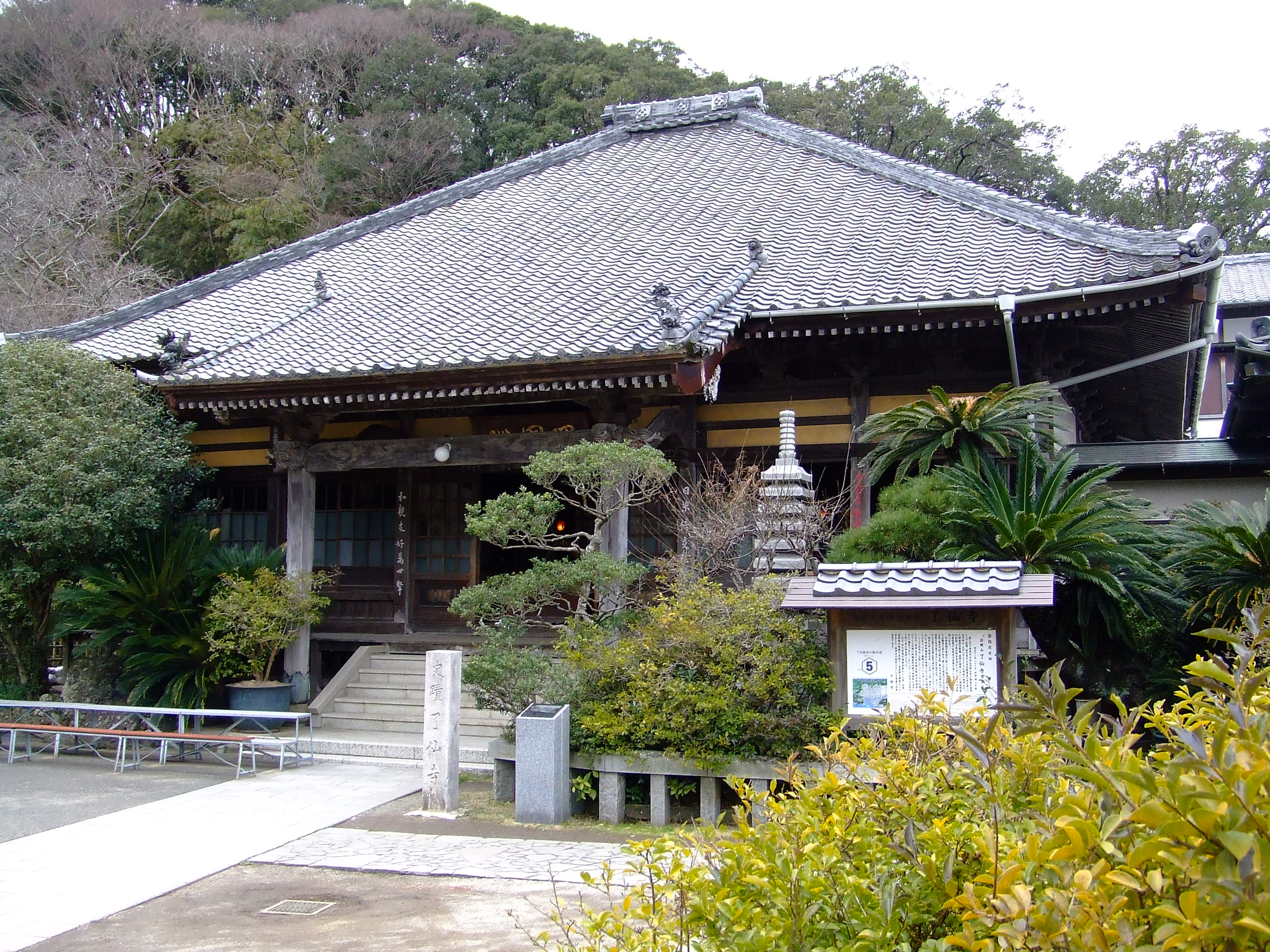
締結下田條約時、暫時的美國人休息所設置在了仙寺
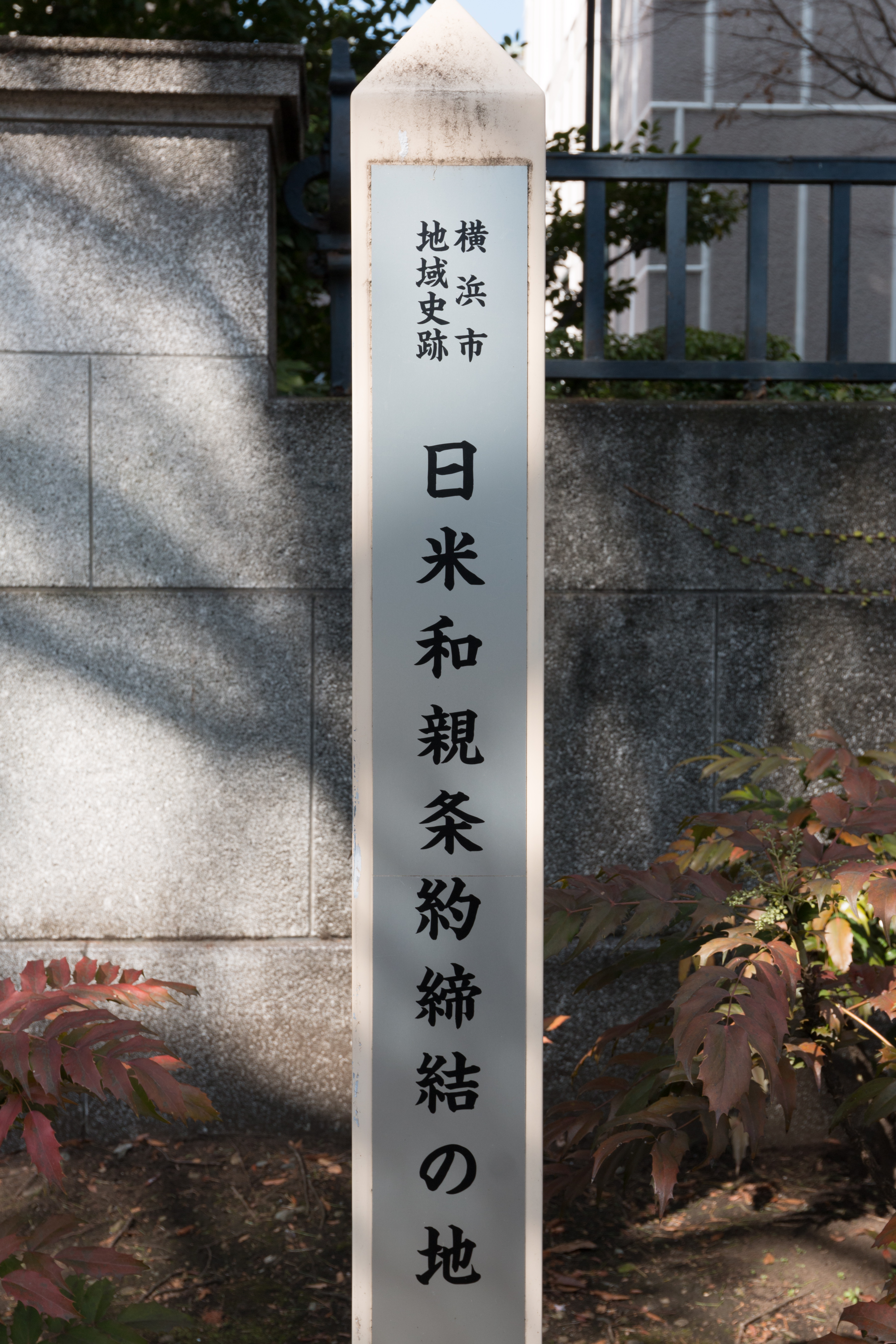
位於橫濱開港資料館的條約締結地碑

## 外部連結
- The Convention of Kanagawa, 1854 (full text)[]
- [http://crd.ndl.go.jp/reference/modules/d3ndlcrdentry/index.php?page=ref_view&id=1000066588
- 〈日本國米利堅合衆國和親條約〉戦前日本外交文書データベース「世界と日本」 東京大学東洋文化研究所 田中明彦研究室 （页面存档备份，存于）